# Красний Кут (Саратовська область)
Красний Кут (рос. Красный Кут) — місто (з 1966) в Росії, центр Краснокутського муніципального району Саратовської області.
Населення 14 130 осіб (2020).

## Географія і транспорт
Місто розташоване в Заволжі, на правому березі річки Єруслан (притока Волги), за 95 км на південний схід від обласного центру Саратова. У місті розташована вузлова залізнична станція Приволзької залізниці, на північ йде лінія на станцію Урбах, на південь лінія на Астрахань, південно-східніше — лінія на Александров Гай.
У місті є аеропорт місцевих повітряних ліній, однак, незважаючи на наявний статус, ні пасажирські ані вантажні перевезення не виконуються, аеродром використовується тільки в навчальних цілях.

## Історія
Засноване в 1837 році на правому березі річки Єруслан переселенцями-українцями з Харківської губернії, які й називали село Красний Кут — «красивий кут». В роки існування Республіки німців Поволжя Красний Кут був центром Краснокутського кантону.
До 4 грудня 1938 року — село, потім — селище міського типу.

## Економіка
У місті розташовані: арматурний завод, електромеханічний завод, молокозавод, харчокомбінат, завод з переробки насіння сорго, елеватор, птахокомбінат, селекційна станція. Станом на 1952 рік були також олійно-сироварний завод, цегельний завод (працював до 1990-х років).
З підприємств залізничного транспорту в місті є змінний пункт локомотивів (раніше було самостійне паровозне депо), Краснокутська дистанція колії.

## Пам'ятки
7 серпня 1961 року поблизу Красного Кута приземлився спускний апарат космічного корабля Восток-2, пілотованого льотчиком-космонавтом Г. С. Титовим. На місці приземлення встановлено обеліск.

## Відомі уродженці
- Дьяков Володимир Валентинович (* 1944) — український воєначальник.
- Зіміна Юлія Олександрівна (нар. 1981) — російська акторка та телеведуча.
- Лівшиц Володимир Мойсейвич (* 1946) — вчений, письменник, літературознавець, публіцист.
- Пузач Анатолій Кирилович (1941—2006) — радянський та український футболіст і тренер.
- Харламов Семен Ілліч[ru] (1921—1990) — військовий льотчик, Герой Радянського Союзу.